# Saint-Lambert-du-Lattay
Saint-Lambert-du-Lattay korábbi község Franciaország Loire mente régiójában, Maine-et-Loire megyében. 2015. december 31-én Saint-Aubin-de-Luigné korábbi községgel egyesült és Val-du-Layon új község része lett.
Lakosainak száma 2153 fő (2018. január 1.).

## Népesség
A település népessége az elmúlt években az alábbi módon változott:
| Lakosok száma | 1223 | 1175 | 1201 | 1352 | 1466 | 1761 | 2004 | 3450 | 2150 | 2153 |
|               | 1962 | 1968 | 1975 | 1990 | 1999 | 2008 | 2013 | 2016 | 2017 | 2018 |